# Association Club Championship de las Islas Vírgenes Estadounidenses 2022-23
La Association Club Championship de las Islas Vírgenes Estadounidenses 2022-23 fue la 17.ª edición del Campeonato de fútbol de las Islas Vírgenes Estadounidenses, y la primera bajo el nombre Association Club Championship. 
Fue la primera temporada de la liga desde el comienzo de la pandemia de COVID-19. La temporada comenzó con las temporadas de la Liga de fútbol de Saint Thomas y Liga de fútbol de Saint Croix el 20 de octubre de 2022 y concluyó con la final el 12 de marzo de 2023.

## Equipos participantes

### Saint. Croix
- Helenites
- Prankton
- Rovers
- Unique

### Saint. Thomas
- LRVI
- New Vibes
- Raymix
- United We Stand
- Waitikubuli

## Clasificación

### Saint Croix
| Pos. | Equipo    | PJ | PG | PE | PP | GF | GC | DG  | Pts. |                                                   |
| ---- | --------- | -- | -- | -- | -- | -- | -- | --- | ---- | ------------------------------------------------- |
| 1    | Helenites | 9  | 8  | 0  | 1  | 32 | 4  | +28 | 24   | Clasificación a la Association Club Championship. |
| 2    | Rovers    | 9  | 5  | 1  | 3  | 20 | 5  | +15 | 16   | Clasificación a la Association Club Championship. |
| 3    | Unique    | 9  | 4  | 1  | 4  | 16 | 6  | +10 | 13   |                                                   |
| 4    | Prankton  | 9  | 0  | 0  | 9  | 1  | 54 | −53 | 0    |                                                   |

### Saint Thomas
| Pos. | Equipo          | PJ | PG | PE | PP | GF | GC | DG  | Pts. |                                                   |
| ---- | --------------- | -- | -- | -- | -- | -- | -- | --- | ---- | ------------------------------------------------- |
| 1    | LRVI FC         | 7  | 5  | 0  | 2  | 36 | 15 | +21 | 15   |                                                   |
| 2    | New Vibes       | 6  | 5  | 0  | 1  | 19 | 5  | +14 | 15   | Clasificación a la Association Club Championship. |
| 3    | United We Stand | 6  | 4  | 0  | 2  | 24 | 10 | +14 | 12   | Clasificación a la Association Club Championship. |
| 4    | Waitikubuli     | 7  | 1  | 0  | 6  | 13 | 19 | −6  | 3    |                                                   |
| 5    | Raymix          | 6  | 1  | 0  | 5  | 3  | 46 | −43 | 3    |                                                   |

## Association Club Championship

### Semifinales
| Local     | Resultado | Visitante       | Fecha               |
| --------- | --------- | --------------- | ------------------- |
| New Vibes | 1-0       | Rovers          | 10 de marzo de 2023 |
| Helenites | 1-3       | United We Stand | 10 de marzo de 2023 |

### Tercer lugar
| Local  | Resultado | Visitante | Fecha               |
| ------ | --------- | --------- | ------------------- |
| Rovers | 3-1       | Helenites | 12 de marzo de 2023 |

### Final
| Local     | Resultado | Visitante       | Fecha               |
| --------- | --------- | --------------- | ------------------- |
| New Vibes | 4-0       | United We Stand | 12 de marzo de 2023 |